# Mwene-Ditu
Mwene-Ditu a Kongói Demokratikus Köztársaság Lomami tartományának városa. A tartomány az ország déli részében fekszik. A városban beszélt nemzeti nyelv a csiluba.